# Ultimate Ultimate 1996
Ultimate Ultimate 1996 (também conhecido como The Ultimate Ultimate 2 ou UFC 11.5) foi um evento de artes marciais mistas promovido pelo Ultimate Fighting Championship, ocorrido em 7 de dezembro de 1996 no Fair Park em Birmingham, Alabama. O evento foi transmitido ao vivo no pay-per-view e depois vendido em home video.

## Background
O card contou com um torneio de oito lutadores e duas lutas alternativas, e foi o segundo torneio "Ultimate Ultimate" do UFC, realizado para encontrar o melhor dos vencedores e finalistas de eventos passados do UFC. Esse evento foi o primeiro a contar com a regra de "não segurar a grade".
Ken Shamrock apareceu como convidado no Late Night with Conan O'Brien no canal NBC para promover o evento, um momento novo para o novo esporte das artes marciais mistas.
O campeão do UFC 10 e UFC 11, Mark Coleman, estava originalmente programado para competir no torneio, mas foi forçado a se retirar do evento devido a um vírus.
O Ultimate Ultimate 1996 também marcou a última aparição do Hall da Fama do UFC, Ken Shamrock, antes de deixar o UFC para ir para a World Wrestling Federation. Shamrock não retornaria ao UFC até o UFC 40 no 2002.
O evento também seria a última vez que Don Frye lutaria no UFC, já que ele também faria a transição para o wrestling profissional, assinando com a New Japan Pro-Wrestling. Mark Hall, que Frye derrotou nas semifinais, mais tarde afirmaria que Frye e o empresário Robert DePersia entraram em seu camarim durante o torneio e o convenceram a armar a luta dos dois lutadores nas semifinais. Hall diz que, como Tank Abbott já havia avançado para a final após duas vitórias relativamente fáceis, Frye - que já havia registrado onze minutos de tempo no octógono naquela noite - queria economizar sua energia para a final do campeonato. Como ele já havia sofrido duas derrotas para Frye no início de sua carreira (e, portanto, provavelmente não iria vencer de qualquer maneira) e DePersia deu a entender que aquilo não teria um impacto desastroso em seu futuro, Hall diz que relutantemente concordou com o enredo. Frye venceu por finalização em vinte segundos. O árbitro John McCarthy escreveu mais tarde em sua autobiografia Let's Get It On!:
| “ | "Infelizmente, essa noite foi a segunda vez que eu sentia que estava arbitrando uma luta armada. Na semifinal, Don Frye e Mark Hall se enfrentaram em uma revanche do UFC 10. No primeiro encontro, Frye espancou Hall, que se recusou a desistir. Aqui, no entanto, Frye apenas apertou o tornozelo de Hall para avançar as finais sem soar a camisa. A luta me pareceu estranha. Frye, um wrestler e lutador que saia socando em suas lutas, nunca havia vencido a luta por chave de perna, e Hall praticamente se colocou na finalização. Eu também sabia que ambos lutadores eram gerenciados pelo mesmo cara." | ” |

## Chave do Torneio
|  | Quartas de Final  | Quartas de Final | Quartas de Final |                  |                | Semifinal   | Semifinal | Semifinal |  |  | Final | Final | Final |  |
|  |                   |                  |                  |                  |                |             |           |           |  |  |       |       |       |  |
|  | Estados Unidos    | Ken Shamrock     | FIN              |                  |                |             |           |           |  |  |       |       |       |  |
|  | Estados Unidos    | Ken Shamrock     | FIN              |                  |                |             |           |           |  |  |       |       |       |  |
|  | Estados Unidos    | Brian Johnston   | 5:48             |                  |                |             |           |           |  |  |       |       |       |  |
|  | Estados Unidos    | Brian Johnston   | 5:48             |                  | Estados Unidos | Tank Abbott | KO        |           |  |  |       |       |       |  |
|  |                   |                  |                  |                  | Estados Unidos | Tank Abbott | KO        |           |  |  |       |       |       |  |
|  |                   |                  | Estados Unidos   | Steve Nelmark[a] | 1:03           |             |           |           |  |  |       |       |       |  |
|  | Estados Unidos    | Tank Abbott      | Estados Unidos   | Steve Nelmark[a] | 1:03           | FIN         |           |           |  |  |       |       |       |  |
|  | Estados Unidos    | Tank Abbott      |                  |                  |                |             |           |           |  |  |       |       |       |  |
|  | Estados Unidos    | Cal Worsham      | 2:51             |                  |                |             |           |           |  |  |       |       |       |  |
|  | Estados Unidos    | Cal Worsham      | 2:51             |                  | Estados Unidos | Tank Abbott | 1:22      |           |  |  |       |       |       |  |
|  |                   |                  |                  |                  |                |             |           |           |  |  |       |       |       |  |
|  |                   |                  | Estados Unidos   | Don Frye         | FIN            |             |           |           |  |  |       |       |       |  |
|  | Estados Unidos    | Don Frye         | Estados Unidos   | Don Frye         | FIN            | FIN         |           |           |  |  |       |       |       |  |
|  | Estados Unidos    | Don Frye         |                  |                  |                |             |           |           |  |  |       |       |       |  |
|  | Trindade e Tobago | Gary Goodridge   | 11:19            |                  |                |             |           |           |  |  |       |       |       |  |
|  | Trindade e Tobago | Gary Goodridge   | 11:19            |                  | Estados Unidos | Don Frye    | FIN       |           |  |  |       |       |       |  |
|  |                   |                  |                  |                  | Estados Unidos | Don Frye    | FIN       |           |  |  |       |       |       |  |
|  |                   |                  | Estados Unidos   | Mark Hall[b]     | 0:20           |             |           |           |  |  |       |       |       |  |
|  | Estados Unidos    | Kimo Leopoldo    | Estados Unidos   | Mark Hall[b]     | 0:20           | TKO         |           |           |  |  |       |       |       |  |
|  | Estados Unidos    | Kimo Leopoldo    |                  |                  |                |             |           |           |  |  |       |       |       |  |
|  | Estados Unidos    | Paul Varelans    | 9:08             |                  |                |             |           |           |  |  |       |       |       |  |

- a. ^  Ken Shamrock desistiu devido à lesão. Foi substituído por Steve Nelmark.
- b. ^  Devido ao cansaço, Kimo Leopoldo foi substituído por Mark Hall.

## Ligações Externas
- Resulatados do evento no Sherdog